# Number Ones (album Michaela Jacksona)
Number Ones kompilacijski je album s najvećim uspješnicama američkog glazbenika Michaela Jacksona, kojeg 2003. godine objavljuje diskografska kuća Sony Music.
Number Ones je prvi kompilacijski album objavljen za izdavačku kuću Sony Music, nakon što je 1995. godine izdan studijski album HIStory: Past, Present and Future, Book I (i nakon reizdanja albuma iz 2001. godine na jednom CD-u s najvećim uspješnicama). Prateći koncept kompilacija s najvećim uspješnicama Beatlesa i albuma 1 iz 2000., te Elvisov ELV1S: 30 #1 Hits iz 2002. godine i ovaj album sadrži Jacksonove singlove koji su dospjeli na #1 top ljestvica širom svijeta.
Number Ones postigao je uspjeh u čitavom svijetu, te je u Velikoj Britaniji završio na #1, a u Sjedinjenim Državama na broju #13.

## Popis pjesama

### Američka verzija
1. "Don't Stop 'til You Get Enough" – 3:55
  - 7" obrada. Prvi put dostupna.
2. "Rock with You" – 3:40
3. "Billie Jean" – 4:52
4. "Beat It" – 4:17
5. "Thriller" – 5:11
  - Nova obrada. Prvi put dostupna.
6. "I Just Can't Stop Loving You" (Siedah Garrett) – 4:11
7. "Bad" – 4:05
8. "Smooth Criminal" – 4:17
9. "The Way You Make Me Feel" – 4:56
10. "Man in the Mirror" – 5:04
  - Singl verzije. Prvi puta dostupne na albumu. Ekskluzivne snimke za američku verziju albuma.
11. "Dirty Diana" – 4:40
12. "Black or White" – 3:19
  - Nove obrade. Prvi put dostupne.
13. "You Are Not Alone" – 4:34
  - Radio obrada. Prvi put dostupna na albumu Michaela Jacksona.
14. "Earth Song" – 5:00
  - Radio obrada. Prvi put dostupna na albumu Michaela Jacksona.
15. "You Rock My World" – 4:25
  - Radio miks. Prvi put dostupna na albumu Michaela Jacksona.
16. "Break of Dawn" – 5:29
17. "One More Chance" – 3:49
  - Nova skladba. Prethodno neobjavljena.
18. "Ben" (uživo) – 2:58
  - Uživo snimka iz 1972. godine, američki singl broj jedan. Ekskluzivna snimka za američku verziju albuma.

### Europska/Australijska/Kanadska verzija
1. "Don't Stop 'til You Get Enough" – 3:55
  - 7" obrada. Prvi put dostupna na albumu.
2. "Rock with You" – 3:40
3. "Billie Jean" – 4:52
4. "Beat It" – 4:17
5. "Thriller" – 5:11
6. "Human Nature" – 4:05
  - Ekskluzivne snimke za ne-američku verziju albuma.
7. "I Just Can't Stop Loving You" (with Siedah Garrett) – 4:11
8. "Bad" – 4:05
9. "The Way You Make Me Feel" – 4:56
10. "Dirty Diana" – 4:40
11. "Smooth Criminal" – 4:16
12. "Black or White" – 3:18
  - Nova obrada. Prvi put dostupna.
13. "You Are Not Alone" – 4:33
  - Radio obrada. Prvi put dostupna na albumu Michaela Jacksona.
14. "Earth Song" – 5:00
  - Radio obrada. Prvi put dostupna na albumu Michaela Jacksona.
15. "Blood on the Dance Floor" – 4:11
  - Ekskluzivne snimke za ne-američku verziju albuma.
16. "You Rock My World" – 4:25
  - Radio miks. Prvi put dostupna na albumu Michaela Jacksona.
17. "Break of Dawn" – 5:29
18. "One More Chance" – 3:49
  - Nova skladba. Prethodno neobjavljena.

## Naklada
| Država      | Ljestvica | Certifikat    | Prodaja   |
| ----------- | --------- | ------------- | --------- |
| Europa      |           | 3x Platinasti | 3.000.000 |
| SAD         | 1         | Platinasti    | 2.272.000 |
| UK          | 1         | 4x Platinasti | 1.570.000 |
| Australija  | 2         | 3x Platinasti | 210.000   |
| Austrija    | 11        | Zlatni        | 15.000    |
| Argentina   |           | Zlatni        | 20.000    |
| Brazil      | 27        | Zlatni        | 50.000    |
| Njemačka    | 7         | Zlatni        | 150.000   |
| Irska       | 1         | 5x Platinasti | 75.000    |
| Japan       | 6         | Zlatni        | 150.000   |
| Meksiko     |           | Zlatni        | 60.000    |
| Novi Zeland | 4         | 3x Platinasti | 45,000    |
| Španjolska  | 17        | Zlatni        | 50.000    |
| Singapor    |           | Platinasti    | 17.650    |
| Švicarska   | 14        | Zlatni        | 20.000    |
| Turska      |           | Zlatni        | 80.000    |

## Vanjske poveznice
- Allmusic[neaktivna poveznica] - Recenzija albuma